# Marija Zacharovová
Marija Zacharovová (bez českého přechýlení Marija Zacharova; rusky Мария Владимировна Захарова; * 24. prosince 1975 Moskva, RSFSR, Sovětský svaz) je ruská diplomatka, první žena ve funkci mluvčí ruského ministerstva zahraničí. Funkce se ujala 10. srpna 2015, kdy nahradila Alexandra Lukaševiče. Vystudovala Státní institut mezinárodních vztahů v Moskvě. Během rusko-ukrajinské války v roce 2022 na ni Evropská unie uvalila sankce.

## Životopis
Marija Zacharovová se narodila 24. prosince 1975 v Moskvě v rodině diplomata a orientalisty Vladimíra Zacharova, který se specializoval na čínský jazyk a literaturu, a kunsthistoričky Iriny Zacharovové, rozené Mačulko. Vladimír Zacharov působil v diplomatických službách Sovětského svazu a později Ruské federace od roku 1980 až do roku 2014. Rodina je z národnostního hlediska rusko-mordvinského původu, Mariin dědeček z otcovy strany byl Mordvinec, příslušník erzjanské etnické skupiny, který pocházel z mordvinské vesnice Stěpnaja Šentala v Samarské oblasti.

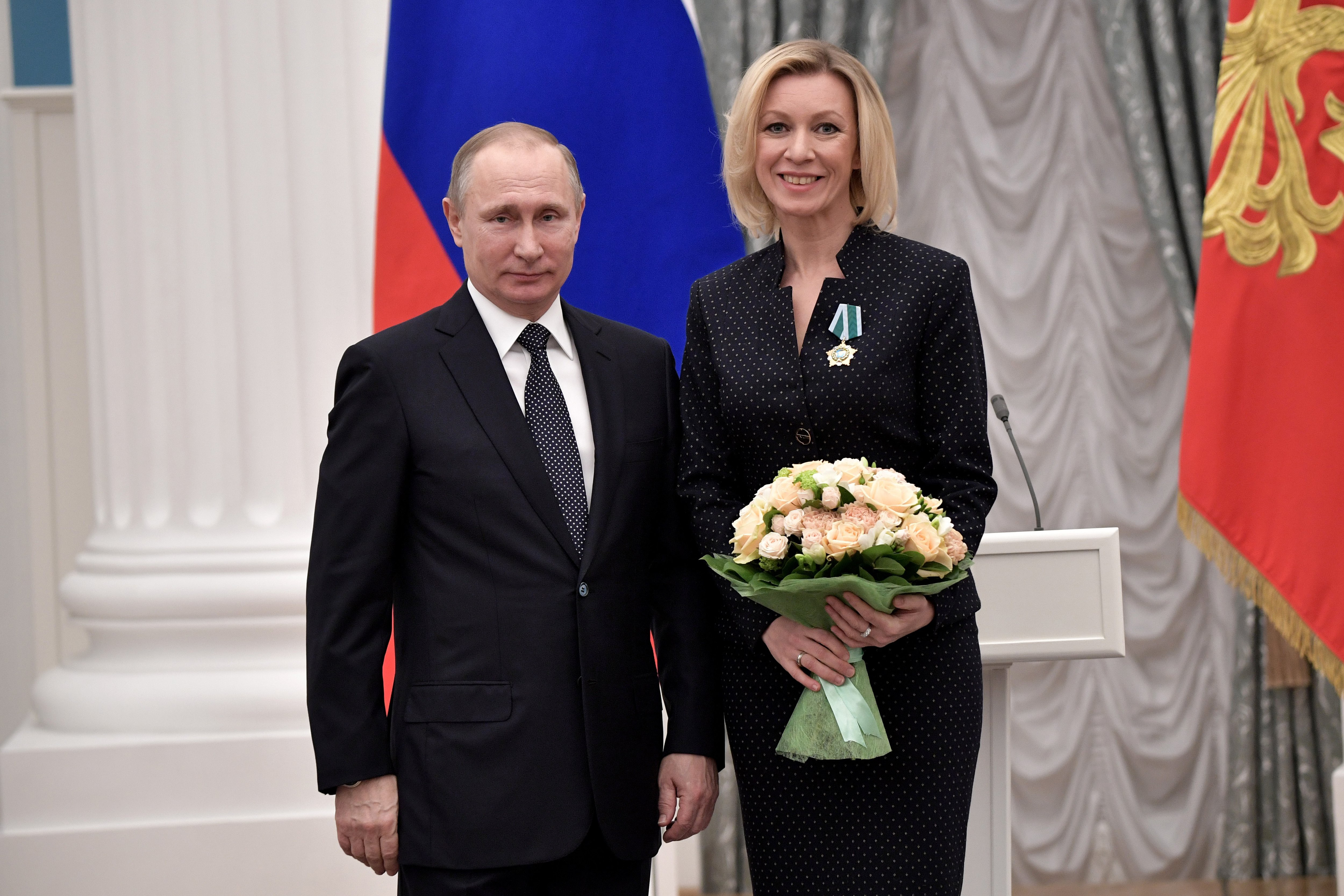
Marija Zacharovová s Vladimírem Putinem při převzetí Řádu přátelství

Marija strávila své dětství od počátku 80. let 20. století v Pekingu, kde její rodiče pracovali na sovětském velvyslanectví. V roce 1998 Marija Zacharovova absolvovala Státní institut mezinárodních vztahů v Moskvě, obor žurnalistika a orientalistika. Během studia pracovala v tiskovém odboru Ministerstva zahraničních věcí Ruské federace a poslední rok studií strávila jako stážistka na ruském velvyslanectví v Pekingu. V roce 2003 získala na Ruské univerzitě družby národů v Moskvě titul kandidáta historických věd.
V letech 2003 až 2005 pracovala jako vedoucí oddělení operativního monitoringu hromadných sdělovacích prostředků při odboru informací a tisku ruského Ministerstva zahraničních věcí. Od roku 2005 do roku 2008 byla vedoucí tiskového oddělení stálého zastoupení Ruska v Organizaci spojených národů v New Yorku. V listopadu 2005 Marija Zacharovová uzavřela v New Yorku sňatek s ruským manažerem a podnikatelem Andrejem Makarovem. Jejich dcera Marjana se narodila v roce 2010.

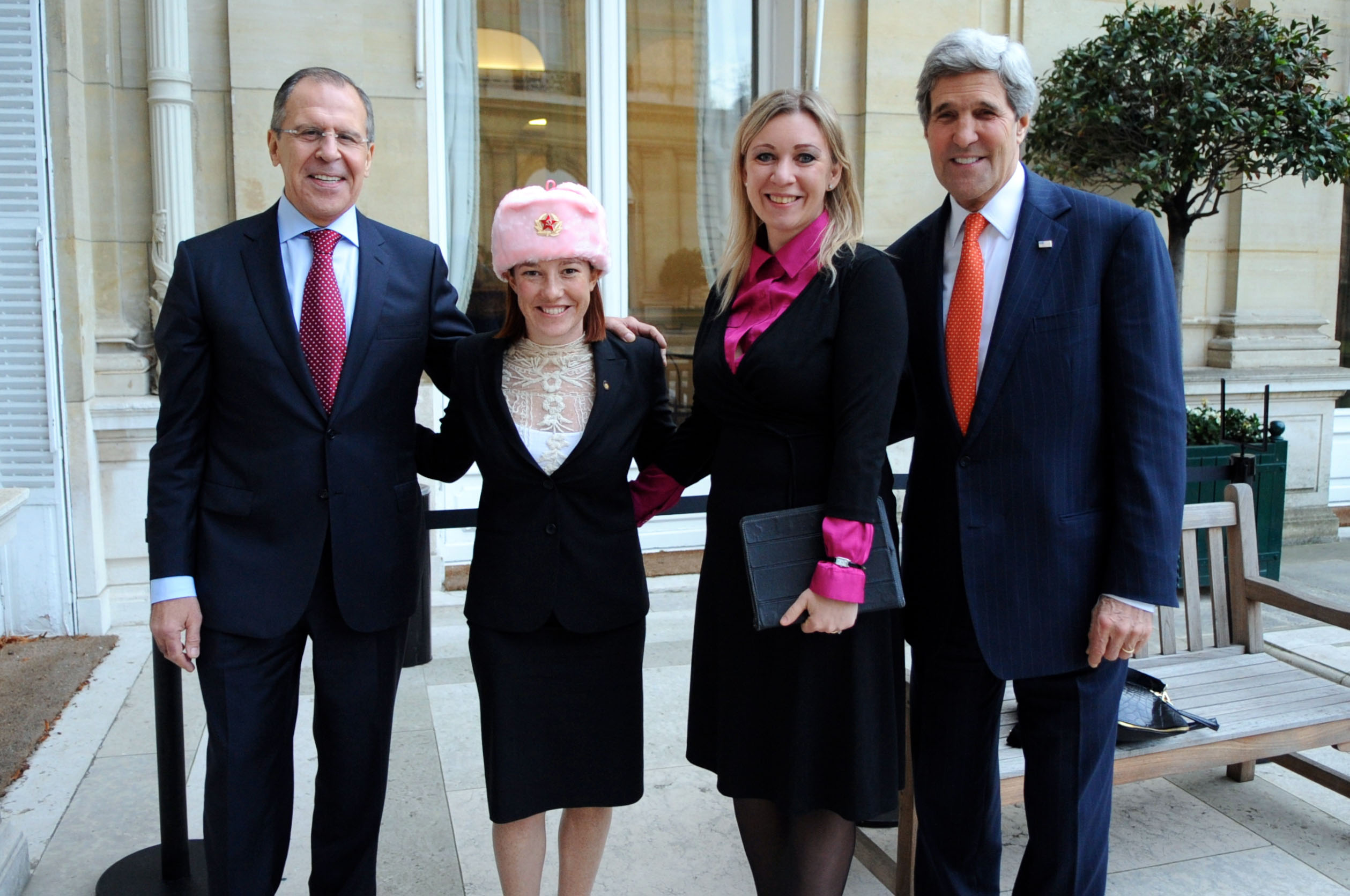
Sergej Lavrov, tisková mluvčí ministerstva zahraničních věcí USA Jennifer Psakiová, Marija Zacharovová a John Kerry (leden 2014)

V roce 2008 se Marija Zacharovová vrátila do Moskvy a působila zde na různých vedoucích pozicích v tiskovém odboru ministerstva zahraničí. Dne 10. srpna 2015 byla jmenována ředitelkou tiskového odboru Ministerstva zahraničních věcí Ruské federace a stala se tak historicky první ženou na této vedoucí pozici. Od roku 2015 jsou Mariji Zacharovové také přidělovány diplomatické hodnosti, nejvyšší stupeň na úrovni mimořádného a zplnomocněného velvyslance získala v roce 2020.
Martija Zacharovová hovoří anglicky a čínsky, ve volném čase píše básně a texty k písním a také se s oblibou věnuje působení na sociálních sítích.

## Ocenění
Dne 26. ledna 2017 ruský prezident Vladimír Putin předal Marií Zacharovové Řád přátelství, který patří mezi nejvyšší ruská státní vyznamenání.

## Kontroverze
Marija Zacharovová je proslulá svým expresívním a agresívním vystupováním, v němž se nevyhýbá ani vulgarismům. Příznačné je také bezostyšné překrucování skutečnosti – například v jednom rozhovoru v únoru 2023 popřela, že by Rusko mělo někdy v minulosti na Západě skutečné spojence.V květnu 2022 vzbudila pozornost veřejnosti, když prohlásila, že román 1984 nepopisuje hrozbu totality, ale liberalismu, a že je namířený proti Západu, a „nebyl o Sovětském svazu, ne o nás“. Za její nevhodný ironický komentář k návštěvě srbského prezidenta Aleksandra Vučiče ve Washigtonu v roce 2020, který způsobil v Srbsku pobouření, se dokonce srbským představitelům osobně omluvili Vladimír Putin i ministr zahraničí Sergej Lavrov.
Známé jsou i některé její až bizarní výroky či prezentace na sociálních sítích – v dubnu 2022 na tiskové konferenci Ministerstva zahraničních věcí RF například vážně tvrdila, že nacionalismus na Ukrajině dosáhl takové úrovně, že hospodyňky ruské národnosti tam nesmějí dělat boršč podle svých místních tradic. V létě 2022 na sebe upoutala pozornost obskurním videem, na němž bez jakéhokoli komentáře tři minuty konzumuje jahody.

## Sankce
Proti Mariji Zacharovové jako představitelce kremelské státní propagandy a dezinformační politiky jsou od roku 2022 uplatňovány sankce Evropské unie, Velké Británie, Japonska, Austrálie, Nového Zélandu, Ukrajiny, Spojených států a Švýcarska. Na kanadském sankčním seznamu je uvedena již od roku 2020.